# V380 Cygni
V380 Cygni eller HD 187879 är en dubbelstjärna i mellersta delen av stjärnbilden Svanen. Den har en minsta skenbar magnitud av ca 5,78 och är svagt synlig för blotta ögat där ljusföroreningar ej förekommer. Baserat på parallax Gaia Data Release 3 på ca 0,867 mas beräknas den befinna sig på ett avstånd av ca 3 800 ljusår (ca 1 150 parsec) från solen. Den rör sig bort från solen med en heliocentrisk radialhastighet av ca 2 km/s.

## Observation
V380 Cygni upptäcktes vara en spektroskopisk dubbelstjärna av Walter Sydney Adams, baserat på tre spektra tagna på separata nätter 1912 vid Mount Wilson Observatory. Binärens omloppsbana med en period av 12,427 dygn beräknades första gången från spektra som erhölls 1920 vid DDO. Eftersom den fysiska separationen av spektroskopiska binärer ofta är relativt liten, är de goda kandidater för att vara en förmörkelsevariabel. Av den anledningen tog Joel Stebbins 1923 in V380 Cygni (då kallad Boss 5070) i en tidig fotoelektrisk fotometristudie. En sekundär förmörkelse upptäcktes i juni 1923 den första natten som stjärnan observerades.
Eftersom den är ett viktigt testobjekt för modeller av massiva stjärnor, har det varit föremål för många vetenskapliga studier.

## Egenskaper
Primärstjärnan V380 Cygni A är en blå jättestjärna av spektralklass B1.5 II-III. Den har en massa av ca 11,8 solmassor, en radie av ca 16 solradier och utsänder energi från dess fotosfär motsvarande 54 200 gånger solen vid en effektiv temperatur av ca 21 500 K.
Följeslagaren V380 Cygni B är en blå stjärna i huvudserien av spektralklass B2 V. Den har en massa av ca 7,2 solmassor, en radie av ca 3,9 solradier och utsänder energi från dess fotosfär motsvarande 3 000 gånger solen vid en effektiv temperatur av 22 000 K.

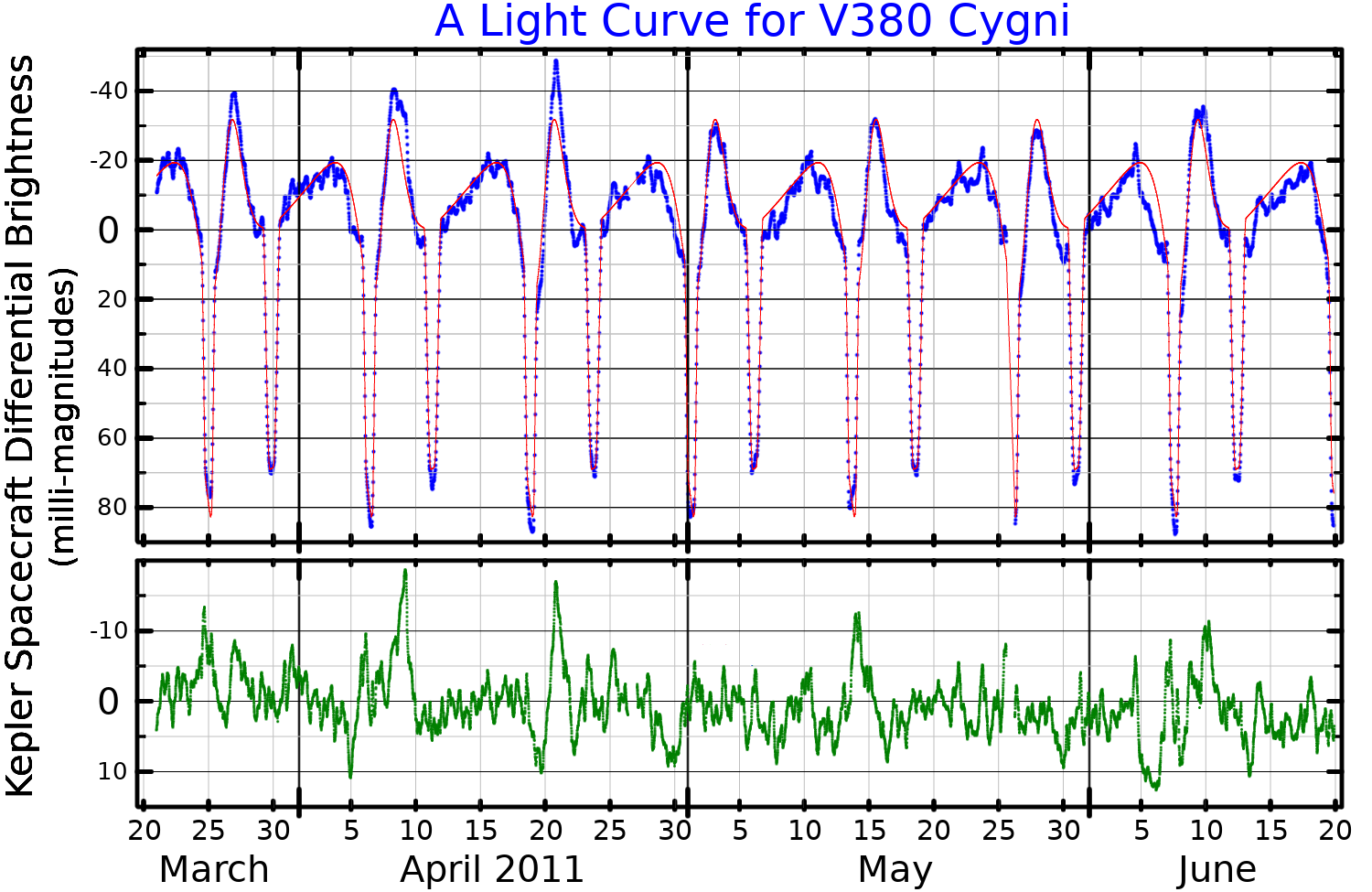
Ljuskurva för V380 Cygni, anpassad från Tkachenkoet al. (2012). De blå punkterna i det övre diagrammet visar Kepler-data. Den röda linjen visar en modell för ljuskurvan som antar att de två stjärnorna inte har någon inneboende variabilitet. Det nedre diagrammet visar Kepler-data med modellen subtraherad, vilket avslöjar den inneboende variabiliteten.

V380 Cygni observerades flera gånger vid hög kadens, under många dagar, av Keplerteleskopet. Förutom de ljusstyrkavariationer som orsakas av förmörkelser, visar Keplerdata att primärstjärnan har betydande inre variabilitet som troligast orsakas av svängningar i gravitationsläge.